# Canton de Céret
Le canton de Céret est une division administrative française, située dans le département des Pyrénées-Orientales et la région Languedoc-Roussillon.

## Histoire
Le canton  de Céret est créé en 1790 au sein du district de Céret.
La commune de L'Écluse est détachée du canton de Laroque pour être rattachée au canton de Céret en 1801.
À la suite de nombreuses irrégularités, les élections de 1858 sont invalidées par un arrêt du Conseil d'État daté du 24 mai 1859. Un nouveau conseiller général est alors élu.
La commune de L'Albère est détachée du canton d'Argelès-sur-Mer pour être rattachée au canton de Céret le 13 mai 1947.

## Composition
Le canton de Céret groupe 14 communes :
| Nom                     | Code Insee | Intercommunalité | Superficie (km2) | Population (dernière pop. légale) | Densité (hab./km2) |
| ----------------------- | ---------- | ---------------- | ---------------- | --------------------------------- | ------------------ |
| Céret (chef-lieu)       | 66049      | CC du Vallespir  | 37,86            | 7 663 (2014)                      | 202                |
| L'Albère                | 66001      | CC du Vallespir  | 17,10            | 81 (2014)                         | 4,7                |
| Banyuls-dels-Aspres     | 66015      | CC des Aspres    | 10,53            | 1 255 (2014)                      | 119                |
| Le Boulou               | 66024      | CC du Vallespir  | 14,42            | 5 573 (2014)                      | 386                |
| Calmeilles              | 66032      | CC des Aspres    | 13,22            | 63 (2014)                         | 4,8                |
| Les Cluses              | 66063      | CC du Vallespir  | 8,91             | 261 (2014)                        | 29                 |
| Maureillas-las-Illas    | 66106      | CC du Vallespir  | 42,10            | 2 633 (2014)                      | 63                 |
| Montauriol              | 66112      | CC des Aspres    | 11,10            | 216 (2014)                        | 19                 |
| Oms                     | 66126      | CC des Aspres    | 18,53            | 325 (2014)                        | 18                 |
| Le Perthus              | 66137      | CC du Vallespir  | 4,27             | 585 (2014)                        | 137                |
| Reynès                  | 66160      | CC du Vallespir  | 27,56            | 1 349 (2014)                      | 49                 |
| Saint-Jean-Pla-de-Corts | 66178      | CC du Vallespir  | 10,62            | 2 073 (2014)                      | 195                |
| Taillet                 | 66199      | CC du Vallespir  | 10,02            | 121 (2014)                        | 12                 |
| Vivès                   | 66233      | CC du Vallespir  | 11,07            | 170 (2014)                        | 15                 |

À noter que la commune de Banyuls-dels-Aspres ne partage aucune limite territoriale avec les autres communes du canton.

## Représentation

### Conseillers généraux de 1833 à 2015
| Période                                  | Période           | Identité                         | Étiquette    | Qualité |
| ---------------------------------------- | ----------------- | -------------------------------- | ------------ | --- |
| 1833                                     | 1842              | Bonaventure Noguères (1796-1869) |              | Juge au Tribunal de Céret Maire de Céret (1831-1832)                                                                         |
| 1842                                     | 1842              | Jean Fortagut (1803-1866)        |              | Notaire à Céret |
| 1842                                     | 1858              | Bonaventure Noguères             |              | Président du Tribunal civil de Céret                                                                                         |
| 1858                                     | 1859 (annulation) | Jacques Vilar                    |              | Maire du Boulou |
| 1859                                     | 1871              | Victor Aragon                    |              | Procureur à la Cour de Montpellier                                                                                           |
| 1871                                     | 1877              | Joseph Planès                    | Républicain  | Propriétaire à Prades |
| 1877                                     | 1883              | Michel Fourcade                  | Républicain  | Maire de Céret (1878-1888)                                                                                                   |
| 1883                                     | 1889              | Joseph Noé                       |              | Propriétaire, maire de Vivès (1884-1902)                                                                                     |
| 1889                                     | 1894 (décès)      | Jacques Vilar                    |              | Propriétaire à Céret |
| 1895                                     | 1901              | Barthélemy Calmon                | Républicain  | Maire de Céret (1894 et 1902-1909)                                                                                           |
| 1901                                     | 1912 (décès)      | Jean Mirapeix                    | Républicain  | Médecin - Maire du Boulou (1900-1904), conseiller d'arrondissement Président du Conseil Général                              |
| 1912                                     | 1913              | Pierre Bordes                    | Rad.         | Ancien Sous-Préfet |
| 1913                                     | 1919              | Ferdinand Forné                  | Républicain  | Propriétaire - maire de Céret (1909-1919)                                                                                    |
| 1919                                     | 1940              | Onuphre Taris                    | Rad.         | Industriel maire de Céret (1919-1940), conseiller d'arrondissement                                                           |
|                                          |                   |                                  |              | |
| 1943                                     | 1945              | Camille Massina (1885-1967)      |              | Médecin Maire d'Oms Nommé conseiller départemental en 1943                                                                   |
|                                          |                   |                                  |              | |
| 1945                                     | 1951              | Gaston Cardonne                  | PCF          | Employé des contributions indirectes maire de Céret (1945-1947) sénateur (1946-1948)                                         |
| 1951                                     | 1963 (décès)      | Henri Guitard                    | SFIO         | Avoué, maire de Céret (1947-1963), ancien conseiller d'arrondissement Suppléant du député Paul Alduy                         |
| 1964                                     | 1982              | Michel Sageloli (1899-1990)      | SFIO puis PS | Préparateur en pharmacie puis droguiste détaillant Maire de Céret (1964-1983)                                                |
| 1982                                     | 2001              | Henri Sicre                      | PS           | Inspecteur central des impôts député (1988-2007) maire de Céret (1983-1995 ; 1996-2001)                                      |
| 2001                                     | 2015              | Robert Garrabé                   | PS           | Cadre de la fonction publique maire de Saint-Jean-Pla-de-Corts (depuis 1989) Elu en 2015 dans le Canton de Vallespir-Albères |
| Les données manquantes sont à compléter. |                   |                                  |              | |

### Conseillers d'arrondissement (de 1833 à 1940)
Le canton de Céret avait deux conseillers d'arrondissement.
| Période                                  | Période          | Identité                      | Étiquette         | Qualité |
| ---------------------------------------- | ---------------- | ----------------------------- | ----------------- | --- |
| 1833                                     | 1845             | M. Bach fils                  |                   | Propriétaire à Maureillas                                                                                   |
| 1833                                     | 1845             | Joseph Vilar père (1775-1851) |                   | Négociant à Céret                                                                                           |
| 1845                                     | 1848             | Jean Fourcade                 |                   | Maire de Maureillas                                                                                         |
| 1845                                     | 1848             | Louis Companyo                |                   | Notaire à Céret                                                                                             |
|                                          |                  |                               |                   | |
|                                          | 1885 (démission) | Jean Forné                    | Républicain       | Médecin, maire d'Amélie-les-Bains, député (1878-1885)                                                       |
|                                          |                  |                               |                   | |
| 1898                                     |                  | Joseph Pujarniscle            | Républicain       | Propriétaire à Céret                                                                                        |
| 1898                                     | 1901             | Jean Mirapeix                 | Républicain       | Médecin au Boulou                                                                                           |
|                                          |                  |                               |                   | |
| 1910                                     | 1919             | Onuphre Taris                 | Radical           | Industriel à Céret                                                                                          |
| 1910                                     |                  | Léandre Mourié                | SFIO puis Radical | Négociant au Boulou                                                                                         |
|                                          |                  |                               |                   | |
| 1919                                     |                  | M. Daugnes                    | Radical           | |
| 1919                                     |                  | M. Marty                      | Radical           | |
|                                          |                  | M. Bolines                    | Radical           | |
|                                          | 1938 (décès)     | Jean Bousquet                 | Radical           | Maire du Boulou                                                                                             |
| 1938                                     | 1940             | Henri Guitard                 | Radical puis SFIO | Avoué à Céret                                                                                               |
| 1940                                     |                  |                               |                   | Les conseils d'arrondissement ont été suspendus par la loi du 12 octobre 1940 et n'ont jamais été réactivés |
| Les données manquantes sont à compléter. |                  |                               |                   | |

### Historique des élections

#### Élection de 2001
Les élections cantonales de 2001 ont eu lieu les dimanches 11 et 18 mars 2001. 
| Candidat       | Parti | %       | Voix |
| -------------- | ----- | ------- | ---- |
| Robert Garrabe | PS    | 67,23 % | 6067 |
| Roger Mas      | RPR   | 32,77 % | 2957 |

Abstention : 40,16 % au second tour.

#### Élection de 2008
Les élections cantonales de 2008 ont eu lieu le dimanche 9 mars 2008. 
| Candidat                  | Parti | %       | Voix |
| ------------------------- | ----- | ------- | ---- |
| Robert Garrabe            | PS    | 57,73 % | 6826 |
| Georgette Pascot-Fabregas | UMP   | 18,94 % | 2239 |

Abstention : 27,30 % au premier tour.

## Démographie
| 1962   | 1968   | 1975   | 1982   | 1990   | 1999   | 2006   | 2011   | 2012   |
| ------ | ------ | ------ | ------ | ------ | ------ | ------ | ------ | ------ |
| 12 645 | 13 086 | 14 629 | 16 624 | 18 464 | 19 602 | 21 176 | 21 997 | 22 167 |